# Marchiennes
Marchiennes là một xã ở tỉnh Nord ở miền bắc nước Pháp. Xã này có diện tích 21,44 km², dân số năm 1999 là 4641 người. Xã nằm ở khu vực có độ cao trung bình 18 mét trên mực nước biển. 